# Giovanni Gervasoni
Giovanni Gervasoni (Crema, 30 aprile 1816 – Ancona, 12 giugno 1849) è stato un militare italiano, eroe del Risorgimento.

## Biografia

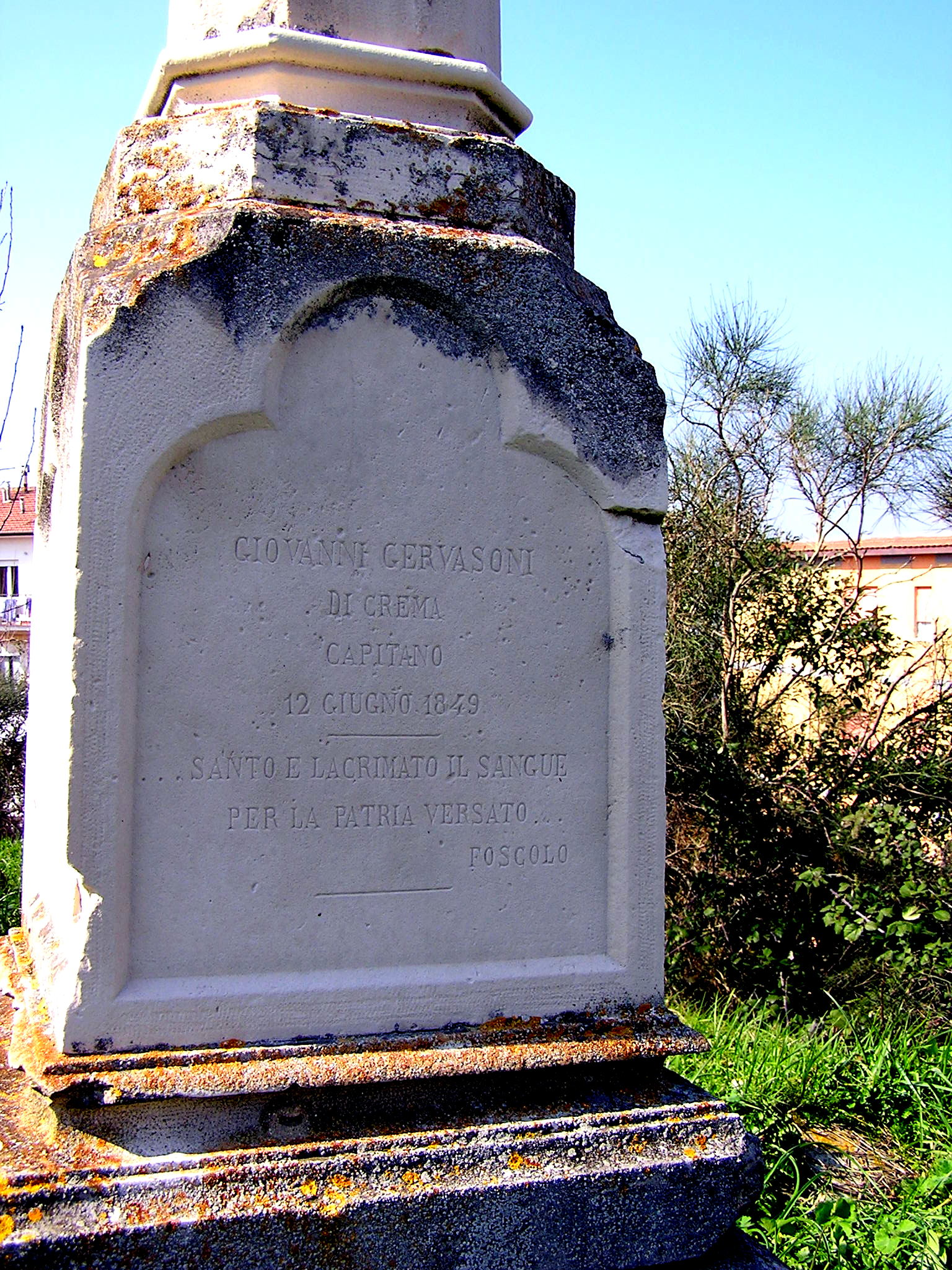
Iscrizione dedicata a Gervasoni nel monumento di Monte Marino, eretto nel 1889 in ricordo dello scontro del 1849 in cui rifulse il suo eroismo

Durante la Prima Guerra d'Indipendenza, nel 1849 era ad Ancona con il grado di capitano per difenderla dall'assedio austriaco. Aveva la responsabilità del forte della Lunetta di Santo Stefano. Consapevole della netta inferiorità delle forze difensive, tentò per questo una difficile sortita in campo nemico, convinto che questo fosse l'unico modo per ottenere un qualche successo. Durante la spedizione perse la vita. È ricordato da un monumento eretto nel luogo della coraggiosa spedizione fuori dalle mura, a Monte Marino.
La città di Ancona ha dedicato a lui una via, sempre nel quartiere di Monte Marino. e così anche Crema, nella zona dei bastioni.